# Джерма

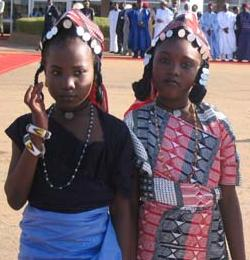
Девушки народа джерма

Джерма (зарма, зерма) — этническая группа (подгруппа, относящаяся к этносу сонгай), проживающая в Буркина-Фасо в Джибо, Аирбинда и Дори (Djibo, Airbinda, Dori) и в Нигере в области Досо. Небольшие по численности группы живут на северо-западе Нигерии, севере Ганы и в Кот-д'Ивуаре. Джерма составляет большинство населения Ниамея. Говорят на языке зарма.

## Традиционная культура

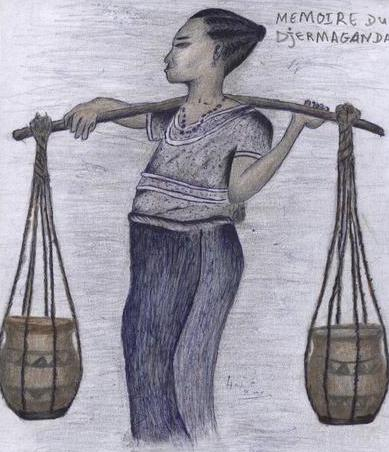
Тагале — система переноса тяжёлых предметов у женщин джерма.

Традиционным занятием является земледелие.
Джерма исповедуют ислам маликитского толка.

## Подгруппы
Джерма разделены на несколько групп, по принципу кланового родства: калле, голле, кадо, куртей и логас.

## История
Изначальной территорией проживания джерма была область вокруг озера Дебу в Мали, откуда во время существования Сонгайской империи они расселились в другие области.
В XVIII веке джерма расселились на территории юго-востока Нигера, где их начали теснить соседние народы (туареги на севере и фульбе на юге).
Глава клана тагури джермакой (титул) Абубакар основал Досо около 1750 г. В 1820-х гг. Досо сумело отразить экспансию Сокото. Однако позже (1849—1856 гг.) оказалось в даннической зависимости от эмира Гандо. В этот период большинство населения было исламизировано.
Расцвета Досо достигло при джермакое Коссо (1856—1865)
В XIX веке джерма активно заселяли новые области в Западной Африке, однако французская экспансия остановила их в ныне существующих границах. В колониальный период французы наладили контакт первыми из народов Нигера. Джерма содействовали французам в подавлении восстаний.